# Pokémon Dash
Pokémon Dash (яп. ポケモンダッシュ покэмон дассю, «Покемон: Рывок») — гоночная компьютерная игра для портативной игровой системы Nintendo DS, разработанная компанией Ambrella и выпущенная Nintendo в 2004 году. Эта игра одна из первых, вышедших для Nintendo DS, и первая из серии Pokémon, вышедшая на данной консоли.
Игрок управляет покемоном Пикачу нажатиями на нижний, сенсорный экран Nintendo DS. Цель игры — выигрывать в различных гоночных соревнованиях. Также в Pokémon Dash присутствует возможность многопользовательской игры для 6 человек. В игровой прессе Dash получил в основном низкие оценки.

## Игровой процесс

Игровой процесс Pokémon Dash

Цель игрока — управляя Пикачу при помощи стилуса, провести его через все чекпоинты на трассе и выиграть гонку покемонов. Пикачу будет бежать в ту сторону, в которую указывает стилус. Кроме беговых состязаний есть гонка на воздушных шарах. На трассе есть участки разных типов: булыжники, леса, пляжи, водные преграды и озёра с лавой. На трассе расставлены пауэр-апы, позволяющие Пикачу преодолеть препятствия без задержки. Для тех, кто играет в Dash впервые, предусмотрен тренировочный кубок. После получения тренировочного кубка игрок может состязаться в режиме Гран-при. Он включает в себя 5 кубков, после получения которых открывается возможность пройти Гран-при заново, но с более быстрыми соперниками. Каждый кубок состоит из 5 забегов.

### Совместимость с другими устройствами
В Dash есть режим совместной игры на 6 консолей Nintendo DS. Также Dash совместим с играми для Game Boy Advance: Pokémon Ruby, Sapphire, FireRed, LeafGreen и Emerald. Если вставить картридж с одной из этих игр в соответствующий слот консоли DS, а режим Гран-при будет пройден, то у игрока появится возможность соревноваться на трассах, очертания которых будут повторять силуэты покемонов из команды игрока. Время прохождения трассы будет зависеть от типа и уровня покемона.

## Разработка
Dash был разработан компанией Ambrella, которая раньше занималась разработкой игр Hey You, Pikachu! и Pokémon Channel для консолей Nintendo. Впервые Dash был анонсирован 7 октября 2004 года в составе стартовой линейки игр для Nintendo DS. В Японии игра вышла 2 декабря 2004 года, в Европе и в Северной Америке 11 марта 2005 и 13 марта 2005 года соответственно, а в Австралии 7 апреля 2005 года. Накануне релиза игры в Северной Америке магазин The Pokémon Center проводил оформление предварительного заказа на игру; всем заказавшим выдавались брелоки и чехлы для консоли.

## Отзывы
| Сводный рейтинг    | Сводный рейтинг |
| Агрегатор          | Оценка          |
| ------------------ | --------------- |
| GameRankings       | 48,91 %         |
| Metacritic         | 46/100          |
| MobyRank           | 52/100          |
| Иноязычные издания |                 |
| Издание            | Оценка          |
| 1UP.com            | C               |
| AllGame            | [ 9 ]           |
| EGM                | 5,83/10         |
| Game Informer      | 5,5/10          |
| GamePro            | [ 12 ]          |
| GameSpot           | 5,2/10          |
| GameSpy            | [ 14 ]          |
| IGN                | 5/10            |
| Nintendo Power     | 2,8/5           |

Игра получила в основном неблагоприятные отзывы критиков; рейтинг игры на сайтах Metacritic и GameRankings составляет 46/100 и 49 % соответственно. Рецензент IGN Крэйг Харрис оценил игру на 5 баллов из 10; ему не понравилось, что играть можно только за Пикачу, а прохождение игры занимает всего несколько часов. Алекс Наварро с сайта GameSpot дал игре оценку 5,2 балла из 10, а игру охарактеризовал как «один из самых ленивых на данный момент способов использовать тачскрин DS». Рецензент журнала GamePro поставил игре 3,5 балла из 5, отметив, что «Dash может и не вызовет бурную реакцию, но ребёнку должна понравиться». Фил Теобальд с сайта GameSpy дал игре всего 2 балла из 5, подведя итог словами «такие бесполезные игры могут устроить милую диверсию, но они не годятся в качестве замены для настоящих игр». Журнал Electronic Gaming Monthly поставил игре 5,83 баллов из 10 и посчитал, что «милая и весёлая маленькая игра содержит хороший мультиплеер, но этого недостаточно». Журнал Nintendo Power дал игре 2,8 баллов из 5, решив, что «управлять Пикачу с помощью стилуса на самом деле достаточно весело, но как гонка Dash не полностью реализован». Журнал Game Informer оценил игру на 5,5 баллов, сказав, что «это скорее не игра, а упражнение в управлении гневом».
К декабрю 2004 года было продано уже 109 000 копий игры.